# Dagmar Ebbesen
Dagmar Wilhelmina Ebbesen (født 1. oktober 1891 i Stockholm, død 5. december 1954 i Solna) var en svensk skuespillerinde. Ebbesen spillede med i 90 svenske film mellem 1913 og 1954. Hun var datter af den danske skuespilleren Thorald Ebbesen og den svenske skuespillerinden Jenny Öhrström.

## Udvalgt filmografi
- 1954 – En lektion i kærlighed
- 1953 – Dum-Bom
- 1953 – Sommeren med Monika
- 1950 – Hjerter knægt
- 1949 – Greven från gränden
- 1948 – Vart hjärta har sin saga
- 1946 – Den kloge Kone
- 1944 – Hemsöborna
- 1942 – Familien Larsson
- 1941 – Sommer-Swing
- 1940 – Et Mord
- 1940 – Jøsses, sikke mange Penge!
- 1934 – Karl-Frederik regerer
- 1934 – Kvinderne omkring Larsson
- 1933 – Den ny Husassistent
- 1932 – Kærlighed og Kassemangel
- 1923 – Den ny Husassistent